# Glanville (Calvados)
Glanville település Franciaországban, Calvados megyében. Lakosainak száma 158 fő (2022. január 1.). Glanville Beaumont-en-Auge, Bourgeauville, Saint-Étienne-la-Thillaye, Saint-Pierre-Azif, Tourgéville és Vauville községekkel határos.

## Népesség
A település népességének változása:
| Lakosok száma | 169  | 126  | 133  | 178  | 175  | 175  | 172  | 166  | 164  | 158  |
|               | 1968 | 1982 | 1990 | 2006 | 2013 | 2015 | 2017 | 2019 | 2020 | 2022 |